# Pedruel
Pedruel es una localidad de la comarca del Somontano de Barbastro, actualmente perteneciente al municipio de Bierge, en la Provincia de Huesca (España). 

## Demografía
| Población |  |  |  |  |  | 5 | 5 | 8 |

## Monumentos

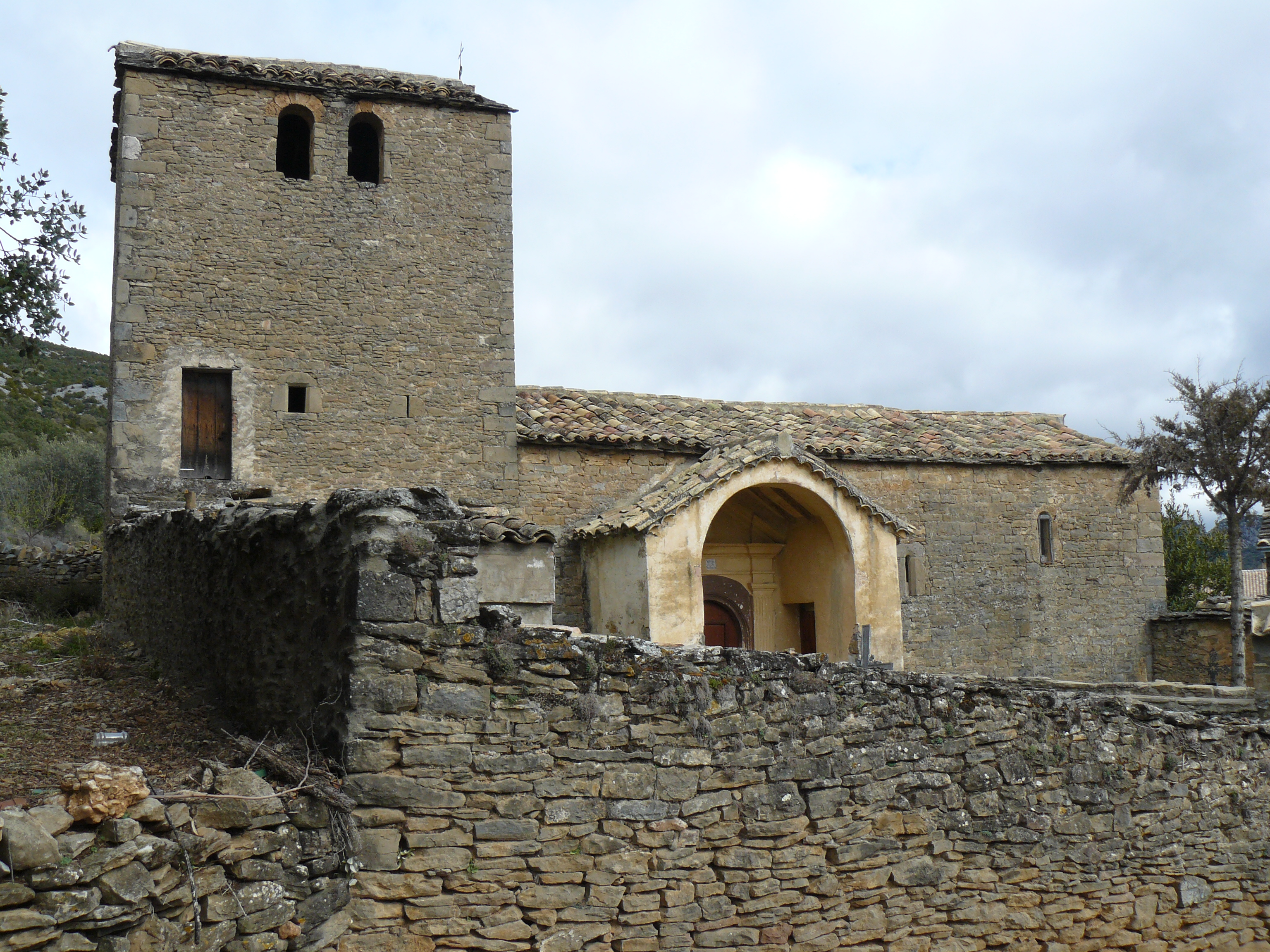
Iglesia de Pedruel.

- Parroquia dedicada a El Salvador.